# Agnieszka Biniek
Agnieszka Biniek-Witkowska – polska skrzypaczka, violinistka, wokalistka i malarka.

## Życiorys
Absolwentka I Liceum Ogólnokształcącego w Oleśnie, Uniwersytetu Jana Długosza w Częstochowie i Akademii Muzycznej im. Karola Szymanowskiego w Katowicach. Jako skrzypaczka odnajduje się w szeroko pojętej muzyce rozrywkowej w tym w jazzie. Współpracowała, bądź nadal współpracuje z zespołami z nurtu poezji śpiewanej – m.in.: Są Gorsi, Zgórmysyny, Grupa Pelton, Tomasz Jarmużewski z zespołem, a także prog-rockowa formacja Małe Kino, która początkowo wykonywała tenże gatunek muzyczny. Niegdyś związana z projektem pod nazwą W górach jest wszystko co kocham. W latach 2008–2010 grała z folkową grupą Żywiołak – wystąpiła także w serialu pt. Niania jako skrzypaczka. W 2012 roku zagrała w utworze tytułowym Travelling Soul z albumu Bartka Dzikowskiego. W 2018 roku popowadziła warsztaty muzyczne pod nazwą Z Włoch do Hollywood w Nadwiślańskim Uniwersytecie Dziecięcym w Warszawie. Obecnie jest skrzypaczką orkiestry rozrywkowej The Engineers Band z którą współpracują m.in.: Adam Sztaba, Hanna Banaszak, Mirosław Czyżykiewicz, Janusz Szrom, Zbigniew Fil, Michał Milowicz, Dorota Osińska, Beata Wyrąbkiewicz, Ewa Prus, Piotr Cyrwus, Janusz Kruciński, Mateusz Ziółko, Ania Rusowicz, Halina Mlynkova, Czesław Mozil, Katarzyna Nosowska, Jagoda Stach, czy zespoły Leniwiec i Babu Król. Mieszka w Warszawie.